# Република Македония на летните олимпийски игри 2016
Република Македония участва на летните олимпийски игри през 2016 година в Рио де Жанейро от 5 до 21 август.
Това е шестото участие на страната на Летни олимпийски игри. Страната търси втория си медал от олимпийски игри, като има един бронзов медал от олимпиадата в Сидни през 2000 година.
Страната се представя с 6 спортиста в 4 спорта. Първата квота е дадена на състезателката по спортна стрелба – Нина Балабан от вътрешна комисия на МОК.

## Състезатели

### Джудо
Жени
| Спортист          | Събитие | Първи кръг          | Осминафинал       | Четвъртфинал      | Полуфинал         | Репешаж           | Финал / БМ        | Финал / БМ    |
| Спортист          | Събитие | Съперник Резултат   | Съперник Резултат | Съперник Резултат | Съперник Резултат | Съперник Резултат | Съперник Резултат | Място         |
| ----------------- | ------- | ------------------- | ----------------- | ----------------- | ----------------- | ----------------- | ----------------- | ------------- |
| Катерина Николска | −63 кг  | Катипоглу 000:000 S | Не продължава     | Не продължава     | Не продължава     | Не продължава     | Не продължава     | Не продължава |

### Лека атлетика
Мъже
| Спортист     | Събитие | Старт    | Старт | Четвъртфинал | Четвъртфинал | Полуфинал     | Полуфинал     | Финал         | Финал         |
| Спортист     | Събитие | Резултат | Място | Резултат     | Място        | Резултат      | Място         | Резултат      | Място         |
| ------------ | ------- | -------- | ----- | ------------ | ------------ | ------------- | ------------- | ------------- | ------------- |
| Ристе Пандев | 100 м   | 10,72    | 1     | 10,71        | 9            | Не продължава | Не продължава | Не продължава | Не продължава |

Жени
| Спортист     | Събитие | Старт    | Старт | Полуфинал     | Полуфинал     | Финал         | Финал         |
| Спортист     | Събитие | Резултат | Място | Резултат      | Място         | Резултат      | Място         |
| ------------ | ------- | -------- | ----- | ------------- | ------------- | ------------- | ------------- |
| Дрита Ислами | 400 м   | 1:01,18  | 7     | Не продължава | Не продължава | Не продължава | Не продължава |

### Плуване
Мъже
| Спортист        | Събитие        | Старт   | Старт | Финал         | Финал         |
| Спортист        | Събитие        | Време   | Място | Време         | Място         |
| --------------- | -------------- | ------- | ----- | ------------- | ------------- |
| Марко Блажевски | 400 м съчетано | 2:02,54 | 26    | Не продължава | Не продължава |

Жени
| Спортист               | Събитие             | Старт      | Старт | Полуфинал     | Полуфинал     | Финал         | Финал         |
| Спортист               | Събитие             | Време      | Място | Време         | Място         | Време         | Място         |
| ---------------------- | ------------------- | ---------- | ----- | ------------- | ------------- | ------------- | ------------- |
| Анастастия Богдановски | 200 м свободен стил | 2:00,52 НР | 33    | Не продължава | Не продължава | Не продължава | Не продължава |

### Спортна стрелба
Жени
| Спортист     | Събитие             | Квалификация | Квалификация | Финал         | Финал         |
| Спортист     | Събитие             | Точки        | Място        | Точки         | Място         |
| ------------ | ------------------- | ------------ | ------------ | ------------- | ------------- |
| Нина Балабан | 10 м въздушна пушка | 407,7        | 42           | Не продължава | Не продължава |